# اتفاقية السلام الشامل

شمال السودان
دارفور
الجبهة الشرقية، منطقة عمليات حربية في تموز 2006
جنوب السودان (اجرى فيها استفتاء عام في 9 يناير 2011 لصالح الانفصال)
أبيي (سيجرى فيها استفتاء عام في كانون الثاني 2011)
جبال النوبة والنيل الأزرق (سيتم عقد مشاورات شعبية بخصوصها عام 2011)

اتفاقية السلام الشامل أو اتفاقية نيفاشا هي الاتفاقية التي أوقفت أطول حرب أهلية في أفريقيا وقد تم توقيعها بواسطة حكومة السودان بقيادة حزب المؤتمر الوطني الذي يتزعمه الرئيس السوداني عمر البشير والطرف الآخر هو الحركة الشعبية لتحرير السودان بقيادة جون قرنق

## تاريخ الحرب الأهلية في السودان
غرق السودان في نزاع مسلح منذ حصوله على الاستقلال في العام 1956م، باستثناء 11 عاماً. نشب النزاع بين الشمال والجنوب في العام 1955م، قبل عام واحد من حصول السودان على استقلاله.
اندلعت الحرب بين حكومة السودان وبين الجيش/ الحركة الشعبية لتحرير السودان ( SPLM/A ) التي انتهت مؤخراً، في العام 1983م على إثر انهيار اتفاقية أديس أبابا التي وُقعت في 1972م. وتتمثل الأسباب الرئيسية التي أدت إلى اندلاع الحرب في النزاع على الموارد والسلطة ودور الدين في الدولة وتقرير المصير.
أدى النزاع الذي دام 21 عاماً إلى خراب أجزاء كبيرة في أكبر قطر في أفريقيا وحرمان البقية من الاستقرار والنمو والتنمية. دفعت الأمة السودانية جراء هذا النزاع ثمناً باهظاً، حيث قُتل أكثر من مليوني شخص، ونزح أربعة ملايين شخص ولجأ حوالى 600.000 إلى البلاد المجاورة للسودان.
وقد تجاوزت المشكلات، طبيعةً وحجماً، السودان إلى البلاد المجاورة له حيث سببت البؤس وأدت إلى انعدام الأمن في المنطقة.
بذلت أطراف خارجية عديدة محاولات كثيرة خلال سنوات الحرب الطويلة، بما في ذلك دول الجوار، والمانحون المعنيون والدول الأخرى، وطرفا النزاع، لوضع نهاية للنزاع. غير أن التعقيدات الضخمة للحرب وانعدام الإرادة السياسية حالت دون الوصول إلى حل مبكر.
في عام 1993 أصبح رؤساء دول الهيئة الحكومية للتنمية (الإيقاد) طرفاً في المبادرة الأخيرة التي سعت إلى جمع الطرفين. وكانت هذه بداية لعملية طويلة تكللت بتوقيع اتفاقية السلام الشامل في 2005م.
تابعت الأمم المتحدة، تحت رعاية الإيقاد ، مبادرة السلام الإقليمية ودعمتها عن قرب. مثّل المستشار الخاص للأمين العام، السيد محمد سحنون، ومسؤولون كبار آخرون الأممَ المتحدة في اجتماعات قمة دول الإيقاد وأداروا مشاورات مع الحكومات والمنظمات الإقليمية دعماً لعملية السلام. كذلك شاركوا في اجتماعات منبر شركاء الإيقاد الذي يتكون من الدول المانحة والمنظمات التي تدعم علمية السلام تحت رعاية إيقاد وتساعد المنظمة الإقليمية في تحسين قدراتها في مناحٍ عديدة.
الاتفاقيات الست :
وقعت حكومة السودان والجيش/ الحركة الشعبية لتحرير السودان ستة اتفاقيات بوساطة من الإيقاد.
- بروتوكول مشاكوس: وُقع في مشاكوس، بكينيا، في 20 يوليو 2002م، حيث وافق الطرفان على إطار عام، يضع مبادئ للحكم، والعملية الانتقالية، وهياكل الحكم، بالإضافة إلى الحق في تقرير المصير لشعب جنوب السودان، كما يتناول موضوع الدين والدولة.[1][1][2]
- بروتوكل الترتيبات الأمنية: وُقع في نيفاشا، بكينيا، في 25 سبتمبر 2003م.
- بروتوكول تقاسم الثروة: وُقع في نيفاشا، بكينيا، في 7 يناير 2004م.
- برووكول تقاسم السلطة: وُقع في نيفاشا، بكينيا، في 26 مايو 2004م.
- بروتوكول حسم النزاع في جنوب كردفان/ جبال النوبة وولاية النيل الأزرق: وقع في نيفاشا، بكينيا، في 26 مايو 2004م.
- بروتوكول حسم النزاع في أبيي: وُقع في نيفاشا، بكينيا، في 26 مايو 2004م.

كان لابد أن يكتمل العمل في ثلاثة اتفاقيات حتى يتسنى الوصول إلى اتفاقية للسلام الشامل:
- الاتفاقية الأولى: ترتيبات وقف إطلاق النار الدائم،
- الاتفاقية الثانية: بشأن تطبيق كافة البروتوكولات التي تم توقيعها وإبرام الاتفاق الذي تبقى بشأن ترتيبات وقف إطلاق النار الدائم،
- الاتفاقية الثالثة: بشأن الضمانات الدولية/الإقليمية.

توقفت المفاوضات بين الطرفين بشأن بروتوكول وقف إطلاق النار الدائم في جولة المحادثات التي عُقدت بنيفاشا في يوليو 2004م. لم يتمكن الطرفان من الوصول إلى اتفاق بشأن عدد من المواضيع، وأهمها: إعادة نشر القوات في شرق السودان وتمويل الجيش/ الحركة الشعبية لتحرير السودان.
وافق الطرفان، تحت ضغط من المجتمع الدولي، ومجلس الأمن، والأمين العام للأمم المتحدة وممثله الخاص في السودان، والاتحاد الأفريقي، والإيقاد، على مواصلة محادثات السلام بنيروبي في 7 أكتوبر 2004م.
تواصلت المحادثات بمناقشات على مستواً عالٍ بين النائب الأول للرئيس على عثمان محمد طه ورئيس الجيش/ الحركة الشعبية لتحرير السودان، جون قرنق .
أصدر القائدان، في 16 أكتوبر، بياناً صحفياً مشتركاً أعلنا فيه أن المواضيع التي تم مناقشتها والوصول لحل بشأنها خلال مفاوضات ترتيبات وقف إطلاق النار الدائم خلال الفترتين قبل الانتقالية والانتقالية تشمل الآتي:
الوحدات المشتركة المدمجة ( JIUs ) في شرق السودان.
تأسيس أسلحة خدمة للوحدات المشتركة المدمجة.
التعاون فيما يتعلق بالتعامل مع المجموعات المسلحة الأخرى.
النواحي الأخرى لوقف إطلاق النار الدائم وتشمل دور بعثة الأمم المتحدة لدعم السلام.
كما اتفق الطرفان على الآتي:
أن تستمر اللجنة الفنية لمفاوضات إطلاق النار في مناقشة أية مواضيع متبقية بما في ذلك تمويل القوات المسلحة ووقت استيعاب وإدماج المجموعات المسلحة الأخرى في الهياكل ذات الصلة في القوات المسلحة السودانية والجيش/ الحركة الشعبية لتحرير السودان.
تبداً اللجنة الفنية بشأن وسائل التنفيذ والضمانات الدولية/ الإقليمية أعمالها فوراً.
يعود النائب الأول وقائد الجيش/ الحركة الشعبية لتحرير السودان بعد شهر رمضان لإكمال اتفاقية السلام الشامل في تاريخ يُعلنه الطرفان وسكرتارية إيقاد.